# Gouvernement Monti
République italienne
Berlusconi IV Letta
Le gouvernement Monti (Governo Monti) est le 61e gouvernement de la République italienne, investi durant la XVIe législature du Parlement italien ; cet exécutif était présidé par l'économiste indépendant Mario Monti. Chargé des affaires courantes depuis sa démission, le 21 décembre 2012, son mandat prit fin le 28 avril 2013, après la prestation de serment du gouvernement Letta.
Il s'agit du second gouvernement de la XVIe législature, élue en 2008 ; il a, par ailleurs, reçu la plus large confiance de l'histoire parlementaire italienne en dehors des vingt ans de fascisme au cours desquels ne fut autorisé qu'un seul parti.
Considéré par certains comme un « technicien » (tecnico) bien que nommé sénateur à vie depuis le 9 novembre 2011 et donc membre du Parlement italien, d'autres, du fait de ses mandats dans la Commission Santer, comme commissaire européen du Marché intérieur et des Services (1995-1999), puis dans la Commission Prodi, comme commissaire chargé de la Concurrence, présentent Mario Monti comme un homme politique de tout critère.

## Chronologie

### La nomination
Le 8 novembre 2011, le gouvernement Berlusconi IV perdit sa majorité parlementaire, après l'approbation, par 308 voix favorables, d'un compte-rendu portant sur le Budget. Le même jour, un communiqué de la présidence de la République annonce la prochaine démission du cabinet de Silvio Berlusconi, lorsque la loi de Finances sera formellement approuvée par les deux Chambres du Parlement. À la suite de cette annonce officielle, le nom de l'économiste Mario Monti, auparavant membre de la Commission européenne, est alors évoqué par la presse italienne pour la constitution d'un gouvernement ; une charge que le chef de l'État, Giorgio Napolitano lui conféra le 13 novembre suivant.
Selon la presse transalpine, le nouveau gouvernement devrait comprendre douze ministres techniciens, quand bien même le président du Conseil désigné souhaitait nommer des parlementaires dans son cabinet. La principale tâche de cet exécutif serait la mise en œuvre  de la lettre d'intentions rédigée par le gouvernement Berlusconi IV pour la Commission européenne, celle-ci ayant pour sujet la réduction du déficit public et les difficultés liées à la dette italienne. 
D'autre part, certaines parties de l'échiquier politique réclament du nouveau gouvernement la réforme complète de la loi électorale en vigueur (le Porcellum ou « cochonnerie », comme elle est désignée) dans l'attente d'un référendum abrogatif qui rétablirait le Matarellum. Le 14 novembre, au lendemain de sa désignation par le président Napolitano, le chef du gouvernement désigné déclare que « les marchés sauront être patients, la démocratie [ayant] sa propre durée », précisant qu'il « n'accepterait pas [de diriger] un gouvernement limité dans le temps et sans l'appui des partis ». 
Le président de la Chambre des députés, Gianfranco Fini, annonce que le vote de confiance devrait se tenir le 18 novembre 2011. Monti confirme lui-même qu'il entend gouverner jusqu'au printemps 2013, c'est-à-dire jusqu'à la fin de la législature, s'il est investi. Le 15 novembre, après avoir mené ses dernières consultations, y compris les syndicats et les forces sociales, Mario Monti annonce qu'il lèvera définitivement sa réserve le lendemain, à 11 h, en acceptant la présidence du Conseil et présentant la liste de ses ministres au président Napolitano, durant un entretien au palais du Quirinal,. Les possibles entrées de Gianni Letta (PdL) comme de Giuliano Amato (ex-socialiste) dans un tel gouvernement semblent être contrecarrée par les deux partis opposés mais aussi par le Nouveau Pôle pour l'Italie.

### Les premières consultations[7]
Le 13 novembre 2011, le président de la République, Giorgio Napolitano a reçu, au palais présidentiel du Quirinal, les représentants des dix-neuf partis représentés au Parlement italien, terminant ses consultations par la réception des chefs du Parti démocrate (PD) et Le Peuple de la liberté (PdL), les deux plus grandes forces politiques du pays, avec 206 députés chacun. Alors que la Ligue du Nord se place seule dans l'opposition, ce gouvernement doit, pour obtenir l'investiture et durer, prendre en compte les principales attentes des dix-huit autres partis.
- Le PD veut un gouvernement à fort caractère technique et de rupture, capable d'un vaste paquet de réformes parmi lesquelles la réforme électorale. Pier Luigi Bersani souligne que « pour nous l'Italie vient avant tout et c'est pourquoi nous nous engageons pour un gouvernement d'urgence et de transition, pour un gouvernement totalement neuf, composé de personnages sérieux et techniciens, pour faire face à l'urgence ». « Nous souhaitons que le Parlement mette la main à des réformes urgentes, y compris celle électorale, la réduction du nombre de parlementaires, la réforme des règlements et d'autres réformes institutionnelles ».
- Le PdL veut limiter le mandat du gouvernement aux engagements pris avec l'Europe : Angelino Alfano regrette la foule hostile et vociférante du 12 novembre, qu'il considère comme une véritable attaque personnelle à Silvio Berlusconi qui ne renonce pas à faire de la politique[réf. nécessaire]. Mais néanmoins, il donne son assentiment à cette investiture et souligne que seuls les engagements européens doivent constituer le contenu essentiel du programme du gouvernement. La durée reste corrélée au programme qui sera présenté. En matière de composition, le PdL préfère des techniciens plutôt que des politiques.
- l'Italie des valeurs (IdV) souhaite un court séjour de Monti au palais Chigi. Le parti d'Antonio Di Pietro attend de connaître la composition et le programme de Monti et surtout sa durée, avant d'accorder ou non sa confiance : « Nous attendons de connaître l'équipe, le programme, l'agenda. Nous souhaitons que ça marche et nous travaillons pour que ça devienne une réalité ».
- l'Union de Centre, l'Alliance pour l'Italie et Futur et liberté pour l'Italie, au nom du Nouveau Pôle pour l'Italie, « souhaite(nt) la naissance d'un gouvernement jusqu'à la fin de la législature parce que des considérations tactiques et des fourberies ne seraient pas admises ». Pier Ferdinando Casini souligne aussi que « Les partis italiens sont à la croisée des chemins : ou ils spéculent sur la situation actuelle en espérant quelque avantage électoral, ou ils assument des responsabilités comme nous leur avons demandé les premiers, et souvent seuls, durant cette période ».
- la Ligue du Nord (LN) : « Nous avons dit non à la mêlée. Ils n'ont pas besoin de nous. Nous resterons dans l'opposition. Nous resterons vigilants. Nous verrons ce qu'il y a dans le programme » (Umberto Bossi après son entrevue avec Napolitano). Bossi quitte Rome et refuse toute consultation ultérieure avec Mario Monti. Il rouvre le Parlement de la Padanie à Vicence.
- les minorités linguistiques, l'Union valdôtaine et Roberto Nicco d'Autonomie Liberté Démocratie appuient pleinement l'essai de Monti et repoussent les élections à l'échéance normale, de même que la Südtiroler Volkspartei qui cependant « appréciera proposition après proposition » (Siegfried Brugger, président du groupe mixte).
- le Mouvement pour les autonomies est « prêt à soutenir le gouvernement Monti », de même que les centristes de Raffaele Lombardo. Le sénateur Giovanni Pistorio attend du nouvel exécutif une attention extraordinaire aux thèmes de la Cohésion nationale et surtout de l'équité sociale et territoriale.
- le Parti socialiste italien est d'accord pour un gouvernement technique mais souhaite la présence de politiques dans le nouvel exécutif. Il demande de l'équité par le biais de Riccardo Nencini.
- FareItalia : les anciens supporteurs de Gianfranco Fini appuient Monti et « un gouvernement composé de techniciens de grande valeur avec un programme défini sur la ligne de la rigueur et du développement. L'Italie a besoin de réformes, pas d'élections ».
- le Parti républicain italien, par le biais de Francesco Nucara a exprimé son plein appui au nom de Mario Monti.
- Peuple et territoire par le biais de Silvano Moffa donne le consentement de son groupe à un gouvernement « formé uniquement par des personnalités qui ne soient pas partisanes. Notre soutien ne manquera pas si le programme sera celui en ligne avec la lettre à l'Europe et, une fois ces résultats atteints, la parole doit revenir aux électeurs ».
- Grande Sud : appréciation avec réserve du chef de la délégation, Arturo Iannaccone : « Monti semble être le nom sur lequel s'enregistrent les convergences majeures. Nous attendons désormais le programme. La confiance sera accordée ou pas selon les déclarations programmatiques ».
- le Parti libéral italien, Roberto Antonione, représentant la nouvelle composante parlementaire a laissé le Quirinal sans faire de déclaration. Avec lui, de nombreux ex-PdL comme Giustina Destro, Giancarlo Pittelli, Fabio Gava et Luciano Sardelli.
- les Libéraux-démocrates donnent leur plein appui à Monti, sans condition, comme le souligne Daniela Melchiorre. Mais elle souhaite « la pleine participation des partis politiques ».

Au lendemain de sa démission, et durant la réception de Mario Monti par le président de la République, au palais du Quirinal, Silvio Berlusconi fit une déclaration télévisée de huit minutes, reprise par toutes les chaînes nationales, au cours de laquelle il déclara son soutien au prochain gouvernement, tout en assumant le travail accompli.

### Réactions de la presse étrangère
D'une façon générale, la presse étrangère salue Monti comme l'« anti-Berlusconi » : Le Monde titre « Ave Mario » en soulignant le fort contraste entre Berlusconi et son successeur (en matière d'austérité notamment). Le Figaro en fait de même : « Italie : Mario Monti, l'anti-Berlusconi » en Une. Libération titre : « Berlusconi parti, Monti pressenti » et souligne la porte dérobée du palais du Quirinal par laquelle est sorti Berlusconi, tandis que l'espagnol El Mundo souligne le manque de modestie du personnage qui à l'occasion d'une intervention télévisée inhabituelle sur toutes les chaînes a souligné « avec orgueil » sa gestion catastrophique et le quotidien de droite souligne l'héritage empoisonné reçu de son prédécesseur, avec la difficulté de s'éloigner du grotesque du personnage pour regagner la confiance des marchés. Tandis que La Vanguardia s'interroge sur le fait que « Berlusconi est-il l'unique coupable de la situation économique et financière désastreuse de l'Italie », ce que confirme El País qui rappelle que « Berlusconi s'en va, mais les dommages qu'il a créés dans les institutions démocratiques et dans l'économie italienne, resteront encore pour longtemps ». The Independent souligne que « l'eurozone ne survivra pas si Monti échoue » tandis que le Financial Times titre « les Italiens veulent un retour pas un déclin ». Beppe Severgnini affirme : « La comédie est finie et dit que les Italiens seront certes des « émotifs » mais ne sont pas « stupides », parce que nonobstant les Alléluias devant le Quirinal, ils sont également capables de comprendre qu'à chasser Berlusconi du pouvoir, ce ne sont pas eux, mais les institutions européennes ».

## Confiance du Parlement
La confiance fut largement confiée au gouvernement par le Parlement italien les 17 — le Sénat vote vers 21 h 30, — et 18 novembre 2011, date du vote à la Chambre des députés, à la majorité absolue de 556 voix contre 61, soit la plus forte de l'histoire de la République. Les 61 voix contraires sont celles des 59 députés de la Ligue du Nord et des représentants du PdL : Domenico Scilipoti et Alessandra Mussolini. Le gouvernement reçoit ainsi la confiance de dix-huit partis représentés au Parlement italien et la seule opposition de la Ligue du Nord.

## Coalition et historique
Dirigé par l'indépendant Mario Monti, il est uniquement constitué de personnalités indépendantes, ne comportant, dans ses rangs, aucun parlementaire, et se présentant, de facto, comme un « gouvernement technique ». Il fut formé à la suite de la démission du précédent président du Conseil, Silvio Berlusconi, causée par la crise de la dette publique, et succède au gouvernement Berlusconi IV.

## Composition

### Membres
| Portefeuille | Titulaire | Titulaire                                        | Parti |
| --- | --------- | ------------------------------------------------ | ----- |
| Président du Conseil des ministres                                                                                    |           | Mario Monti                                      | Sans  |
| Secrétaire d'État auprès de la présidence du Conseil des ministres Secrétaire du Conseil des ministres                |           | Antonio Catricalà                                | Sans  |
| Ministres sans portefeuille                                                                                           |           |                                                  |       |
| Ministre pour les Affaires européennes                                                                                |           | Enzo Moavero Milanesi                            | Sans  |
| Ministre pour le Tourisme et les Sports Ministre pour les Affaires régionales, le Tourisme et les Sports (25/11/2011) |           | Piero Gnudi                                      | Sans  |
| Ministre pour la Cohésion territoriale                                                                                |           | Fabrizio Barca                                   | Sans  |
| Ministre pour les Relations avec le Parlement                                                                         |           | Dino Piero Giarda                                | Sans  |
| Ministre pour la Coopération internationale et l'Intégration                                                          |           | Andrea Riccardi                                  | Sans  |
| Ministre pour l'Administration publique et la Simplification                                                          |           | Filippo Patroni Griffi (28/11/2011)              | Sans  |
| Ministres |           |                                                  |       |
| Ministre des Affaires étrangères                                                                                      |           | Giulio Terzi di Sant'Agata (jusqu'au 26/03/2013) | Sans  |
| Ministre des Affaires étrangères                                                                                      |           | Mario Monti (intérim)                            | Sans  |
| Ministre de l'Intérieur                                                                                               |           | Annamaria Cancellieri                            | Sans  |
| Ministre de la Défense                                                                                                |           | Giampaolo Di Paola                               | Sans  |
| Ministre de la Justice                                                                                                |           | Paola Severino                                   | Sans  |
| Ministre de l'Économie et des Finances                                                                                |           | Mario Monti (jusqu'au 11/07/2012)                | Sans  |
| Ministre de l'Économie et des Finances                                                                                |           | Vittorio Grilli                                  | Sans  |
| Ministre du Développement économique Ministre des Infrastructures et des Transports                                   |           | Corrado Passera                                  | Sans  |
| Ministre des Politiques agricoles, alimentaires et forestières                                                        |           | Mario Catania                                    | Sans  |
| Ministre du Travail et des Politiques sociales                                                                        |           | Elsa Fornero                                     | Sans  |
| Ministre de l'Environnement, de la Protection du territoire et de la Mer                                              |           | Corrado Clini                                    | Sans  |
| Ministre de l'Éducation, de l'Enseignement supérieur et de la Recherche                                               |           | Francesco Profumo                                | Sans  |
| Ministre pour les Biens et les Activités culturels                                                                    |           | Lorenzo Ornaghi                                  | Sans  |
| Ministre de la Santé                                                                                                  |           | Renato Balduzzi                                  | Sans  |

### Principaux changements
Il comprend seize ministres pour dix-sept ministères contre les vingt-quatre ministres du gouvernement Berlusconi IV. Le ministère du Développement économique va ainsi être fusionné avec le ministère des Infrastructures et des Transports, tandis que le ministère du Travail et des Politiques sociales va intégrer le département des Droits et de l'Égalité des chances, jusqu'à présent dépendant de la présidence du Conseil et qui disposait d'un représentant au conseil des ministres.
Il compte seulement trois femmes, mais celles-ci sont nommées à des portefeuilles de premier ordre (Justice, Intérieur et Travail).

## Comparaison avec le gouvernement Berlusconi IV
Les ministres remplacés sont :
- Franco Frattini est remplacé par Giulio Terzi di Sant'Agata ;
- Roberto Maroni est remplacé par Annamaria Cancellieri ;
- Nitto Francesco Palma est remplacé par Paola Severino ;
- Ignazio La Russa est remplacé par l'amiral Giampaolo Di Paola ;
- Giulio Tremonti est remplacé par Mario Monti (intérim) ;
- Paolo Romani et Altero Matteoli sont remplacés par Corrado Passera (le ministère des Infrastructures et des Transports et celui du Développement économique sont fusionnés) ;
- Francesco Saverio Romano est remplacé par Mario Catania ;
- Stefania Prestigiacomo est remplacé par Corrado Clini ;
- Maurizio Sacconi est remplacé par Elsa Fornero ;
- Ferruccio Fazio est remplacé par Renato Balduzzi ;
- Mariastella Gelmini est remplacée par Francesco Profumo ;
- Giancarlo Galan est remplacé par Lorenzo Ornaghi.

Ministres sans portefeuille :
- Mara Carfagna est remplacée par Elsa Fornero (le ministère du Travail prend la tutelle du département de l'Égalité des chances) ;
- Anna Maria Bernini est remplacée par Enzo Moavero Milanesi ;
- Raffaele Fitto est remplacé par Fabrizio Barca à la Cohésion territoriale et Piero Gnudi aux Affaires régionales ;
- Michela Vittoria Brambilla est remplacée par Piero Gnudi (le département du Tourisme prend la tutelle du secrétariat d'État aux Sports) ;
- Elio Vito est remplacé par Dino Piero Giarda ;
- Renato Brunetta et Roberto Calderoli sont remplacés par Filippo Patroni Griffi (les départements de la Fonction publique et de la Simplification normative sont réunis) ;
- au département de la Coopération internationale et de l'Intégration, nouvellement créé[N 2], est nommé Andrea Riccardi ;
- Gianfranco Rotondi n'est pas remplacé à la Mise en œuvre du programme (attributions non ré-attribuées) ;
- Umberto Bossi n'est pas remplacé aux Réformes pour le fédéralisme (attributions disparues) ;
- Giorgia Meloni n'est pas remplacée à la Jeunesse (attributions disparues).

## Comparaisons de formation
Depuis 2000 uniquement :
- le gouvernement Berlusconi II (2001), temps de formation de seize heures[N 3], soutenu par Forza Italia, Alliance nationale, UDC[N 4] et Ligue du Nord, vingt-trois ministres ;
- le gouvernement Berlusconi III (2005), temps de formation de dix-sept heures, soutenu par Forza Italia, Alliance nationale, UDC et Ligue du Nord, vingt-trois ministres ;
- le gouvernement Prodi II (2006), temps de formation de dix-huit heures, soutenu par les Démocrates de gauche, la Marguerite, l'UDEUR, la Rose au poing, l'Italie des valeurs, Prc, le Parti des communistes italiens (Pdci) et les Verts, vingt-six ministres ;
- le gouvernement Berlusconi IV (2008), liste des ministres présentée en même temps que la charge acceptée, soutenu par Le Peuple de la liberté (alors en formation[N 5]), la Ligue du Nord et le Mouvement pour les autonomies (Mpa), vingt et un ministres ;
- le gouvernement Monti (2011), formé en soixante-cinq heures[N 6], seule la Ligue du Nord s'y oppose, seize ministres.

## Sondage
Le premier sondage Demos après sa nomination donne un indice de satisfaction supérieur à 84 % avec des Italiens qui estiment ce gouvernement légitime démocratiquement, une donnée exceptionnelle. Ainsi, 60 % des électeurs de la Ligue du Nord (opposition) soutiennent le gouvernement, tandis que 80 % souhaitent qu'il aille au terme de la législature.

### Intentions de vote
Les premières intentions de vote de novembre 2011 (en sachant qu'une très forte majorité des Italiens, 80 %, souhaite que le gouvernement Monti aille jusqu'au terme de la législature, soit 2013) :
- Le Peuple de la liberté, 24,2 % (précédent sondage : 26,1 % en octobre 2011 ; aux élections européennes, 35,3 % en juin 2009 ; aux élections législatives, 37,4 % en 2008) ;
- Parti démocrate, 29,4 % (28,1 % ; européennes 26,1 % ; législatives, 33,2 %) ;
- Ligue du Nord, 7,7 % (8,8 % ; euro. 10,2 % ; 8,3 %) ;
- Futur et liberté pour l'Italie, 3,7 % (3,6 %*) ;
- Union de Centre, 10,4 % (7,5 % ; euro. 6,5 % ; 5,6 %) ;
- Italie des valeurs, 8,0 % (8,2 % ; euro. 8,0 % ; 4,4 %) ;
- Gauche, écologie et liberté, 5,2 % (6,8 % ; euro. 3,1 % ; 3,1 %**) ;
- Mouvement 5 étoiles, 4,6 % (4,3 %) ;
- Autres partis, 6,8 % (6,6 %).

(*) en 2008 et 2009, au sein du Le Peuple de la liberté.

(**) en 2008, La Gauche - l'Arc-en-ciel.

## Démission
Le 8 décembre suivant, ayant perdu le soutien du PDL, le parti de Silvio Berlusconi, à la Chambre, le président du Conseil, Mario Monti, se rend au palais du Quirinal et fait part au président Napolitano de son intention de démissionner, une fois approuvé, par le Parlement, le budget de l'État. La veille de cette déclaration, en marge d'un colloque sur la gouvernance économique à Cannes, il se déclarait « confiant » dans ses successeurs, certains qu'ils auraient « la sagesse » de ne pas remettre en cause ses réformes structurelles, reconnaissant toutefois qu'il reste « énormément à faire » pour la croissance économique. Il présente sa démission au président de la République dans la soirée du 21 décembre. Le chef de l'État le chargea cependant des affaires courantes, jusqu'aux élections législatives du 24 février 2013.
Le gouvernement Monti parvient, avant sa démission, à faire approuver, par le Parlement, le budget 2013 présenté par le gouvernement, avec une majorité de 309 pour, contre 55 oppositions,.